# Contea di Crosby
La contea di Crosby (in inglese Crosby County) è una contea dello Stato del Texas, negli Stati Uniti. La popolazione al censimento del 2010 era di 6 059 abitanti Il capoluogo di contea è Crosbyton. La contea è stata fondata nel 1876 ed in seguito organizzata nel 1886. Sia il nome della contea che quello del suo capoluogo derivano da Stephen Crosby, un commissario del Texas.
La contea di Crosby, insieme a Lubbock County e Lynn County, fa parte del Lubbock Metropolitan Statistical Area (MSA). La Lubbock MSA e la Levelland Micropolitan Statistical Area (μSA), che comprende solo Hockley County, formano la più grande Lubbock–Levelland Combined Statistical Area (CSA).

## Geografia fisica
| Anno | Popolazione | ±%     |
| ---- | ----------- | ------ |
| 1880 | 82          |        |
| 1890 | 346         | 322,0% |
| 1900 | 788         | 127,7% |
| 1910 | 1.765       | 124,0% |
| 1920 | 6,084       | 244,7% |
| 1930 | 11.023      | 81,2%  |
| 1940 | 10.046      | −8,9%  |
| 1950 | 9.582       | −4,6%  |
| 1960 | 10.347      | 8,0%   |
| 1970 | 9.085       | −12,2% |
| 1980 | 8.859       | −2,5%  |
| 1990 | 7.304       | −17,6% |
| 2000 | 7.072       | −3,2%  |
| 2010 | 6.059       | −14,3% |

Secondo l'Ufficio del censimento degli Stati Uniti d'America la contea ha un'area totale di 902 miglia quadrate (2340 km²), di cui 900 miglia quadrate (2300 km²) sono terra, mentre 1,5 miglia quadrate (3,9 km², corrispondenti allo 0,2% del territorio) sono costituiti dall'acqua.

### Strade principali
- U.S. Highway 62
- U.S. Highway 82
- State Highway 114
- State Highway 207

### Contee adiacenti
- Floyd County (nord)
- Dickens County (est)
- Garza County (sud)
- Lubbock County (ovest)

### Caratteristiche geografiche
- Blanco Canyon
- White River
- Mount Blanco
- Scarpata di Caprock

## Comunità
City
- Crosbyton
- Lorenzo
- Ralls

Comunità non incorporate
- Cone
- Kalgary

Città fantasma
- Canyon Valley
- Estacado